# Elektrownia Frimmersdorf
Elektrownia Frimmersdorf (niem. Kraftwerk Frimmersdorf) – jedna z największych elektrowni węglowych w Niemczech zasilana węglem brunatnym, należąca do niemieckiego koncernu RWE.

## Opis
Elektrownia leży w miejscowości Grevenbroich. Ma moc 2413 megawatów (MW), z których na własne potrzeby zużywa 277 MW.

## Środowisko naturalne
Według raportu Dirty Thirty opublikowanego przez World Wide Fund for Nature w maju 2007 roku elektrownia znalazła się na piątym miejscu wśród największych trucicieli w całej Unii Europejskiej.
| Ranking | Elektrownia     | Kraj      | Paliwo          | Powstanie            | Operator     | Emisja relatywna w g/kWh | Emisja absolutna w mln ton |
| ------- | --------------- | --------- | --------------- | -------------------- | ------------ | ------------------------ | -------------------------- |
| 1       | Agios Dimitrios | Grecja    | Węgiel brunatny | 1984-1986, 1997      | DEH          | 1350                     | 12,4                       |
| 2       | Kardia          | Grecja    | Węgiel brunatny | 1975, 1980-1981      | DEH          | 1250                     | 8,8                        |
| 3       | Niederaußem     | Niemcy    | Węgiel brunatny | 1963-1974, 2002      | RWE          | 1200                     | 27,4                       |
| 4       | Jänschwalde     | Niemcy    | Węgiel brunatny | 1976-1989            | Vattenfall   | 1200                     | 23,7                       |
| 5       | Frimmersdorf    | Niemcy    | Węgiel brunatny | 1957-1970            | RWE          | 1187                     | 19,3                       |
| 6       | Weisweiler      | Niemcy    | Węgiel brunatny | 1955-1975            | RWE          | 1180                     | 18,8                       |
| 7       | Neurath         | Niemcy    | Węgiel brunatny | 1972-1976            | RWE          | 1150                     | 17,9                       |
| 8       | Turów           | Polska    | Węgiel brunatny | 1965-1971, 1998-2004 | BOT GiE S.A. | 1150                     | 13,0                       |
| 9       | As Pontes       | Hiszpania | Węgiel brunatny | 1972-1976            | ENDESA       | 1150                     | 9,1                        |
| 10      | Boxberg         | Niemcy    | Węgiel brunatny | 1979-1980, 2000      | Vattenfall   | 1100                     | 15,5                       |